# Badminton bei den Special Olympics World Summer Games 2023
Bei den Special Olympics World Summer Games 2023 in Berlin wurden vom 18. bis zum 24. Juni 2023 63 Badmintonwettbewerbe ausgetragen.

## Sieger
| Disziplin                       | Starter                                            | Land                         |
| ------------------------------- | -------------------------------------------------- | ---------------------------- |
| Herreneinzel Division 1A        | Nizar Jaradat                                      | Palästina                    |
| Herreneinzel Division 1B        | Wang Weican                                        | Volksrepublik China          |
| Herreneinzel Division 1C        | Mohammad Burabaa                                   | Kuwait                       |
| Herreneinzel Division 2A        | Abdelrahman Abdelmaguid                            | Ägypten                      |
| Herreneinzel Division 2B        | Nauris Renmanis                                    | Lettland                     |
| Herreneinzel Division 3A        | Andrea Francesco Aloisio                           | Italien                      |
| Herreneinzel Division 3B        | Colm Monahan                                       | Irland                       |
| Herreneinzel Division 3C        | Uuriinjargal Munkhbayar                            | Mongolei                     |
| Herreneinzel Division 4A        | Chan Chin Chung                                    | Hongkong                     |
| Herreneinzel Division 4B        | Tam Pak Kiu                                        | Hongkong                     |
| Herreneinzel Division 5A        | Aiman Bait Maqas                                   | Oman                         |
| Herreneinzel Division 5B        | Ethan Thomas Orton                                 | Vereinigtes Königreich       |
| Herreneinzel Division 5C        | Guo Yiming                                         | Volksrepublik China          |
| Herreneinzel Division 6A        | Laszlo Topjanszki                                  | Ungarn                       |
| Herreneinzel Division 6B        | Muhammad Rohaizat Bin Razid                        | Singapur                     |
| Herreneinzel Division 6C        | K. M. Farddin Shom                                 | Bangladesch                  |
| Herreneinzel Division 7A        | Julian Rublack                                     | Deutschland                  |
| Herreneinzel Division 7B        | Naufal Kurnia                                      | Indonesien                   |
| Dameneinzel Division 1A         | Abir Ait Edery                                     | Marokko                      |
| Dameneinzel Division 1B         | Aishath Adam                                       | Malediven                    |
| Dameneinzel Division 1C         | Gea Anier                                          | Estland                      |
| Dameneinzel Division 1D         | Rawan Ajami                                        | Syrien                       |
| Dameneinzel Division 2A         | Sandra Carvalho Grilo                              | Andorra                      |
| Dameneinzel Division 2B         | Zakeya Almaazmi                                    | Vereinigte Arabische Emirate |
| Dameneinzel Division 2C         | Khalimakhon Juraeva                                | Usbekistan                   |
| Dameneinzel Division 3A         | Panna Akter                                        | Bangladesch                  |
| Dameneinzel Division 3B         | Linah Gashanon                                     | Kenia                        |
| Dameneinzel Division 3C         | Daniela Huhn                                       | Deutschland                  |
| Dameneinzel Division 4A         | Lyn Oyiengo                                        | Kenia                        |
| Dameneinzel Division 4B         | Mao Jiale                                          | Volksrepublik China          |
| Dameneinzel Division 5A         | Claudia Lee                                        | Macau                        |
| Dameneinzel Division 5B         | Stephanie Kienel                                   | Deutschland                  |
| Dameneinzel Division 5C         | Zoe Lambie                                         | Isle of Man                  |
| Dameneinzel Division 6A         | Moon Ji-yeon                                       | Südkorea                     |
| Dameneinzel Division 6B         | Poonam Kumari                                      | Indien                       |
| Dameneinzel Division 7          | Ananias Lilin Pratiwi                              | Indonesien                   |
| Herrendoppel Division 1         | Khaled Abdelhamid Abdelrahman Abdelmaguid          | Ägypten                      |
| Herrendoppel Division 2         | Lokesh Nasi Ritesh Kumar Singh                     | Indien                       |
| Damendoppel Division 1          | Yasmin Badran Rawan Ajami                          | Syrien                       |
| Damendoppel Division 2          | Shameela Dudekula Poonam Kumari                    | Indien                       |
| Mixed Division 1                | Liu Jiaxin Wang Weican                             | Volksrepublik China          |
| Mixed Division 2                | Stepan Syniukov Anna Sapon                         | Ukraine                      |
| Mixed Division 3                | Grzegorz Figurski Katarzyna Janicka                | Polen                        |
| Mixed Division 4                | Hassan Alblooshi Zakeya Almaazmi                   | Vereinigte Arabische Emirate |
| Mixed Division 5                | Iason Papadopoulos Anna Antonopoulou               | Griechenland                 |
| Mixed Division 6                | K. M. Farddin Shom Panna Akter                     | Bangladesch                  |
| Mixed Division 7                | Julian Rublack Pia Welsch                          | Deutschland                  |
| Mixed Division 8                | Andrea Francesco Aloisio Alessia Zucchelli         | Italien                      |
| Mixed Division 9                | Mads Loenvad Louise Fleischer                      | Dänemark                     |
| Herrendoppel unified Division 1 | Orlando Arends Mildred Every                       | Aruba                        |
| Herrendoppel unified Division 2 | Nizar Jaradat Obay Zatari                          | Palästina                    |
| Herrendoppel unified Division 3 | Chan Chin Chung Lam Wai                            | Hongkong                     |
| Herrendoppel unified Division 4 | Bart Vandercammen Rutger Vandercammen              | Belgien                      |
| Herrendoppel unified Division 5 | Vutthachai Potjanametha Robdee Thanomkiat          | Thailand                     |
| Herrendoppel unified Division 6 | K. M. Farddin Shom Gourab Singha                   | Bangladesch                  |
| Herrendoppel unified Division 7 | Naufal Kurnia Alfonsus William                     | Indonesien                   |
| Damendoppel unified Division 1  | Liu Jiaxin Liu Yan                                 | Volksrepublik China          |
| Damendoppel unified Division 2  | Shurentsetseg Enkhmunkh Bolor-Erdene Khishigkhuree | Mongolei                     |
| Damendoppel unified Division 3  | Nahin Khan Faiza Nasir                             | Pakistan                     |
| Damendoppel unified Division 4  | Thiphasee Klaphithak Natthanit Kumram              | Thailand                     |
| Damendoppel unified Division 5  | Mst Nasima Khatun Panna Akter                      | Bangladesch                  |
| Damendoppel unified Division 6  | Lin Yu-sin Zhou Chun-yu                            | Chinesisch Taipeh            |
| Damendoppel unified Division 7  | Kristiyana Febrianti Ananias Lilin Pratiwi         | Indonesien                   |